# Jakob Peters
Jakob Peters (* 15. September 1873 in St. Peter-Ording; † 18. Dezember 1944 in Garding) war ein deutscher Tierzuchtdirektor und Rinderzüchter.

## Leben und Wirken
Er studierte Landwirtschaft an der Königl. Preußischen Landwirtschaftlichen Akademie Poppelsdorf b. Bonn und schloss mit den Prüfungen als Diplomlandwirt und als Tierzuchtleiter ab. Von 1900 an war er bei der Ostpreußischen Holländer-Herdbuch-Gesellschaft in Königsberg tätig. Nach einigen Jahren als Zuchtberater wurde er – mit dem Titel Zuchtdirektor – Geschäftsführer dieses Zuchtverbandes. Die zunächst nur auf den Regierungsbezirk Königsberg beschränkte Organisation übernahm 1928 den Marienburger und 1934 den Insterburger Herdbuchverein und entwickelte sich so zur größten Rinderzüchter-Vereinigung Europas.
Mit großem züchterischen Können und Organisationstalent hat Peters in vier Jahrzehnten die ostpreußische Zucht des schwarzbunten Niederungsrindes zu einem hohen Leistungsstand geführt. Sein Verdienst war es, neue wissenschaftliche Erkenntnisse in die züchterische Praxis zu übertragen. Er organisierte eine musterhafte Herdbuchführung und förderte die Milchleistungsprüfung als wesentliche Voraussetzung zur Zuchtwahl in den Rinderherdbuchbeständen und zur Verbesserung der Landeszucht.
Peters gehörte zu den bedeutendsten Zuchtleitern seiner Zeit. Er hat durch seine zahlreichen Publikationen das tierzüchterische Wissen vermehrt und den praktischen Rinderzüchtern wertvolle Erkenntnisse und Anregungen vermittelt. Für sein Wirken erhielt er in Bonn-Poppelsdorf die Ehrenpromotion zum Dr. agr. h. c. (1925) und 1936 die Goldene Hermann-von-Nathusius-Medaille der Deutschen Gesellschaft für Züchtungskunde.

## Hauptwerk
- Die Vererbung der Milchergiebigkeit und die Verwertung der Kontrollversuchsresultate. Die Landw. Tierzucht (DLT), 1913;
- Die wichtigsten ostpreußischen schwarz-weißen Rindviehstämme mit Bullenregister der Ostpr. Herdbuch-Gesellschaft. Berlin : Deutsche Gesellschaft für Züchtungskunde, 1919;
- Vererbungsstudien auf dem Gebiete der Rinderzucht. Berlin : Verlag der DGfZ, 1920, Heft 52
- Zuchtwahl, Zuchtziel und Neueinstellung in die Ostpreußische Rinderzucht, 1921;
- Bullenregister der Ostpreußischen Holländer Herdbuch-Gesellschaft mit einer Beschreibung der wichtigsten Ostpreußischen Blutlinien. Königsberg, 1927–38, 6 Bände.
- Unsere Erfahrungen bei der Prüfung von Kühen für das Deutsche Rinderleistungsbuch und die züchterische Bedeutung dieser Prüfung. DLT, 1929;
- Die Beurteilung des Niederungsviehs. Berlin : Parey, 1934, DGfZ Heft 32;
- Vorschläge zur Änderung des Deutschen Rinderleistungsbuches. DLT, 1934.

## Auszeichnungen
- 1925 Ehrenpromotion zum Dr. agr. h. c. durch die Landw. Hochschule Poppelsdorf
- 1936 Hermann-von-Nathusius-Medaille  in Gold durch die Deutsche Gesellschaft für Züchtungskunde  (DGfZ)